# 사이언스타 Q
《사이언스타 Q》는 EBS 1TV에서 목요일 저녁 7시에 방송된 교양 프로그램이다.